# Числа-палиндромы
Числа-палиндромы — числа, которые в определённой позиционной системе исчисления (как правило — в десятичной) читаются одинаково как справа налево, так и слева направо.
Достаточно просто доказать, что чисел-палиндромов бесконечно много. Одним из способов доказательства является замена любой выбранной цифры в их написании двумя любыми другими цифрами, в результате чего получается новое число-палиндром.
Наибольшее из известных простых чисел-палиндромов было открыто в 1991 году Харви Дабнером. Выражение для него записывается следующим образом:
{\displaystyle 10^{11310}+4661664\cdot 10^{5652}+1}
Очевидно, что числа-палиндромы с их увеличением становятся всё более и более редкими в последовательности натуральных чисел. Если каждое однозначное число по определению является палиндромом, то в диапазоне от 10 до 1000 их не более 10 %, а в диапазоне от 1 000 до 100 000 их уже около 1 %.